# Ұ
Ұ, ұ е 29-ата буква от кирилицата, използвана за нуждите на казахския език. Фонетичната стойност на тази буква е /u/ (затворена задна закръглена гласна) или /ʊ/ (ненапрегнато-затворена ненапрегнато-задна закръглена гласна).
Първоначално в казашкия език се е използвала буквата Ӯ. През 1957 година тя е заменена от буквата Ұ. Причината за замяната ѝ се обяснява в известен анекдот, който е показателен за съветския режим по времето на Сталин. Веднъж вестник „Социалистік Қазақстан“ излязъл от печат с лозунг в заглавната си част „Улы Сталин“, вместо правилно изписаното „Ӯлы Сталин“. Така съветският вожд вместо „велик“, станал „отровен“. Причината за „фаталната“ грешка е, че при подготовката на матрицата за висок печат тя не била достатъчно пресирана и така по време на печатането диакритическият знак (макрон) „изпаднал“ в края на матрицата. Неотпечатаният диакритическия знак „опасно“ изкривил смисъла на думата. След съответните репресии спрямо „провинилите се“ е взето решение, с което се въвежда нова буква, от чиято типографическа конструкция не може да изпадне нито един неин фрагмент.
Тази буква не бива да се бърка със знака ¥ – символът за японска йена и китайски юан.